# Jersey Joe Walcott
Jersey Joe Walcott, född som Arnold Raymond Cream den 31 januari 1914 i Merchantville, New Jersey, USA, död 25 februari 1994 i Camden, New Jersey, USA, var en amerikansk professionell boxare, världsmästare i tungviktsboxning 1951-52. Walcott vann tungviktstiteln den 18 juli 1951 med en knockoutseger över Ezzard Charles och förlorade den efter en knockoutförlust mot Rocky Marciano den 23 september 1952.

## Biografi
Walcott föddes i Merchantville, New Jersey, och jämfördes i sin ungdom ofta med den tidigare världsmästaren i weltervikt Joe Walcott. Efterhand blev han allmänt känd under smeknamnet Jersey Joe Walcott, och antog detta i början av trettiotalet som sitt officiella namn.
Walcott debuterade som professionell boxare 1930. Under 1930- och 1940-talet matchades Walcott oftast mot motståndare av hög klass och kom att varva förluster och segrar. 1945 besegrade han den topprankade Joe Baksi och 1947 vann han segrar mot Joey Maxim och Elmer Ray efter att året innan ha förlorat mot dessa. I december 1947 fick han möta världsmästaren Joe Louis i en titelmatch. Trots att Walcott hade mästaren nere för räkning i första och fjärde ronden kunde denne, efter 15 ronder, vinna med domarsiffrorna 2-1, ett resultat som kom att bli omdiskuterat. Walcott överklagade därpå beslutet hos NYSAC, dock utan framgång. I returmatchen i juni 1948 blev Walcott dock knockad i 11:e ronden.

### Världsmästare efter flera försök i lång karriär
I juni 1949 hade han kvalificerat sig för en match om den titel som Joe Louis hade lämnat vakant detta år. I en 15-rondersmatch förlorade han på poäng mot Ezzard Charles. Den 14 augusti 1949 mötte Walcott Olle Tandberg på Råsunda Fotbollsstadion. Efter att ha defensivboxats i tre ronder kunde Walcott, med en vänsterkrok, knocka svensken i fjärde ronden. Under 1950 vann han meriterande segrar och fick i mars 1951 ännu en titelmatch mot Ezzard Charles. Även denna förlorade Walcott på poäng.
I Walcotts tredje titelmatch mot Charles i juli 1951 och i hans femte försök att ta titeln, vann han på knockout i sjunde ronden. Därmed blev han i en ålder av 37 år och 165 dagar den dittills äldste att vinna VM-titeln i tungviktsboxning. Det första titelförsvaret var återigen ett möte med Charles. Matchen slutade med en knapp poängseger för Walcott.

### Förlorad titel
Den 23 september 1952 i en titelmatch mot Rocky Marciano hade Walcott, efter effektiv defensivboxning, en klar poängledning innan han i trettonde ronden förlorade på knockout. Efter att i returmatchen den 15 maj 1953 ha blivit slagen knockout redan i första ronden avslutade Joe Walcott sin 23 år långa proffskarriär. Han blev genom denna match historisk då han i och med förlusten var den tungviktsboxare som förlorat flest titelmatcher.

### Kvar i ringen i ny roll, sedan filmkarriär
Under många år därefter fanns Walcott dock med i den cirkus som omger boxningssporten, bland annat som domare. Hans mest omtalade uppdrag som "den tredje mannen" i ringen var domarinsatsen i matchen mellan Cassius Clay och Sonny Liston, en match som blev tumultartad och som han felaktigt kom att avbryta efter att ha tappat räkningen då Liston blev nedslagen. Härefter fick han inga fler domaruppdrag.
1956 medverkade Walcott tillsammans med en annan gammal tungviktsmästare, Max Baer, i boxningsfilmen The Harder They Fall (Storstadsdjungel), vars huvudrollsinnehavare var Humphrey Bogart.
Från 1975 till 1984 agerade Walcott som ordförande i New Jersey State Boxing Commission.

### Webbsidor
- Proffsboxningsmeriter för Jersey Joe Walcott från Boxrec